# Ochthebius perpusillus
Ochthebius perpusillus är en skalbaggsart som beskrevs av Ferro 1985. Ochthebius perpusillus ingår i släktet Ochthebius och familjen vattenbrynsbaggar. Inga underarter finns listade i Catalogue of Life.